# Lorenzo Lotto
Lorenzo Lotto (Velence, kb. 1480 – Loreto, 1556) olasz reneszánsz festő, a velencei érett reneszánsz képviselője.
Főként Velencében élt, de Bergamóban, Rómában és Trevisóban is alkotott. Valószínűleg Alvise Vivarini tanítványa volt, főként Giovanni Bellini, Raffaello, Correggio, Giorgione, Tiziano hatottak rá, de kimutatható Leonardo és Dürer művészetének hatása is. E sok hatás ellenére mégis önállót alkotott, művészete egyéni hangvételű, különösen drámaiságáért szokták dicsérni. Mesterien alkalmazza hideg tónusok átmeneteit, emiatt akár a manierizmus előfutárja is lehet.

## Élete

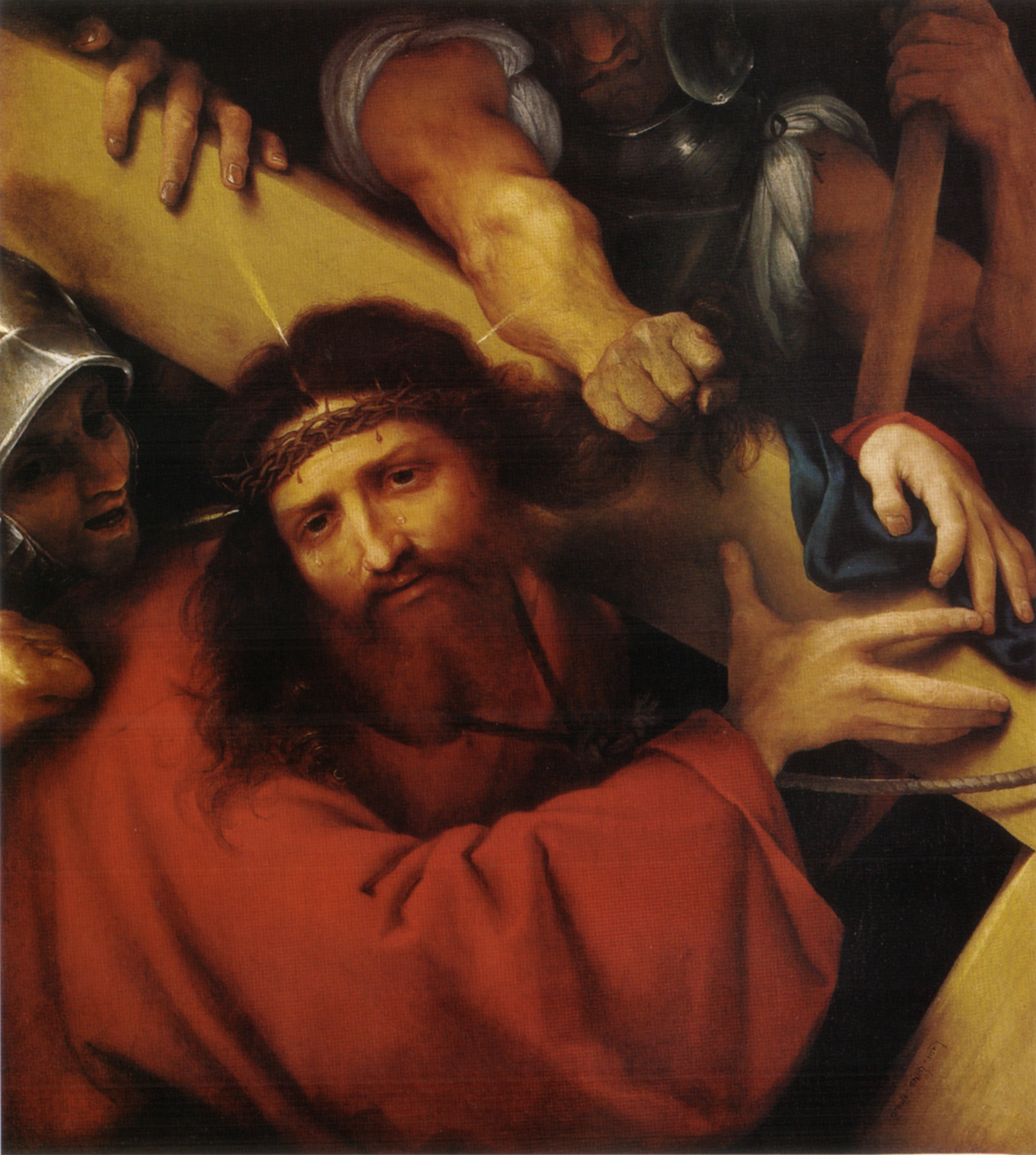
Keresztet cipelő Jézus

Valószínűleg Velencében született 1480-ban. Ő maga sem ismeri születésének dátumát, ugyanis végrendeletében így ír magáról: „velencei festő (…) körülbelül hatvanhat éves”. Semmit sem tudunk gyermekkoráról, ifjúságáról és tanulmányairól. Csak feltételezzük, hogy valamelyik velencei műhelyben tanult, talán Bellininél, vagy ami biztosabbnak tűnik, Alvise Vivarini (1445 körül-1505).
1503-ban jelent meg az első közlemény Lottóról, aki Velence északi részén lévő városban, Trevisóban alkotott. Pártfogója a humanista Bernard de’Rossi püspök, készíti a festészet barátja. Lotto helyi elismertségre tesz szert vallásos témájú képeivel, oltárképeivel, világi allegóriával és portréival.
1509-ben Lotto Rómában van, és részt vesz II. Gyula pápa vatikáni lakosztályának díszítésében. Azonban amit fest, az kárba vész, mert nem tetszenek a pápának, néhány év elteltével megsemmisítik, új dekorációval fedik be. 1513-ban Bergamóba érkezik. Ebben az Alpok lábánál fekvő lombardiai városban hosszabb ideig marad. Számos megrendelést kap a környékbeli módos családoktól, a Cassottiktól, Tassiktól, Bonghiktól, Brembatiktól. Itt dolgozik 1525-ig. Közben egy oltárképet fest a dominikánusok templomában. Trescorében, a Suardiak birtokán, családi kápolnájukban készíti el legnagyobb freskó együttesét. Dolgozik a Santa Maria Maggiore templom presbitériumának mozaik díszítésén is.
1525-ben Lotto Bergamóból Velencébe utazik. Portréit nagyra értékelik az ottani patríciusok, akik részére kis formátumú, vallásos tárgyú képeket is fest. Nem vesz részt sem a dózse palota, sem a Scuoli Grandi festésében, azonban aktív részese a velencei művészeti életnek. 1531 őszén tagja lesz az Arte dei Depentori (velencei festők céhe) által életre hívott bizottságnak, hogy rendelkezzenek a Giovanni Bellini hatása alatt alkotó Vincenzo di Catena (tulajdonképpen Vincenzo Biagio, 1480-1531) velencei festő hagyatéka fölött. A bizottságban Lotto mellett ott van Tiziano is. Ez az egyetlen igazolható nyoma a két velencei ismeretségének. Lotto baráti kapcsolatot tartott fenn Giovanni dal Coro anconai származású építésszel , aki Velencében dolgozik és gyakran tervez a festő oltárképeihez keretet. Jó ismerőse Jacopo Sansovino (1486-1570) firenzei származású építész és szobrász is, aki kezdetben Rómában tartózkodik és művészetére hatást gyakorolnak Raffaello és Michelangelo munkái. 1527-ben Sansovino elhagyja a hódítók által feldúlt pápai várost és Velencébe megy, ahol két év múlva a köztársaság hivatalos építészévé nevezik ki. Megszervezi barátja képeinek árusítását és anyagilag támogatja őt. Talán Catena halála készteti lottót arra, hogy 1533-ban megírja első végrendeletét. A XVI. század harmincas éveiben a művész Marche számos városában dolgozik, többek között oltárképeket készít. 1540-ben visszatér Velencébe.
Lotto abban a reményben hagyja el a várost, hogy máshol fog sikert aratni. 1542-ben nyugalmat keresve három évre Trevisóban telepszik le. Sajnos itt is hasonló fogadtatással találkozik, mint Velencében. Pénzhiánnyal küszködik. 1545-ben újra Velencében van, és egy év múlva új végrendeletet ír. 1546 novemberében Anconába utazik, és itt egy megrendelés várja a Mennybemenetel című képre a San Francesco alle Scale templom részére. 1550-ben vélhetően anyagi gondjai miatt áruba bocsátja negyven képét, melyből csak hetet tud eladni. 1552-ben véglegesen letelepszik a Mária-kultusz középpontjában lévő loretói Santa Casa kolostor közösségében, 1554 szeptemberében kolostorba vonul. Itt éri halála hetvenhat éves korában.

## Művészete

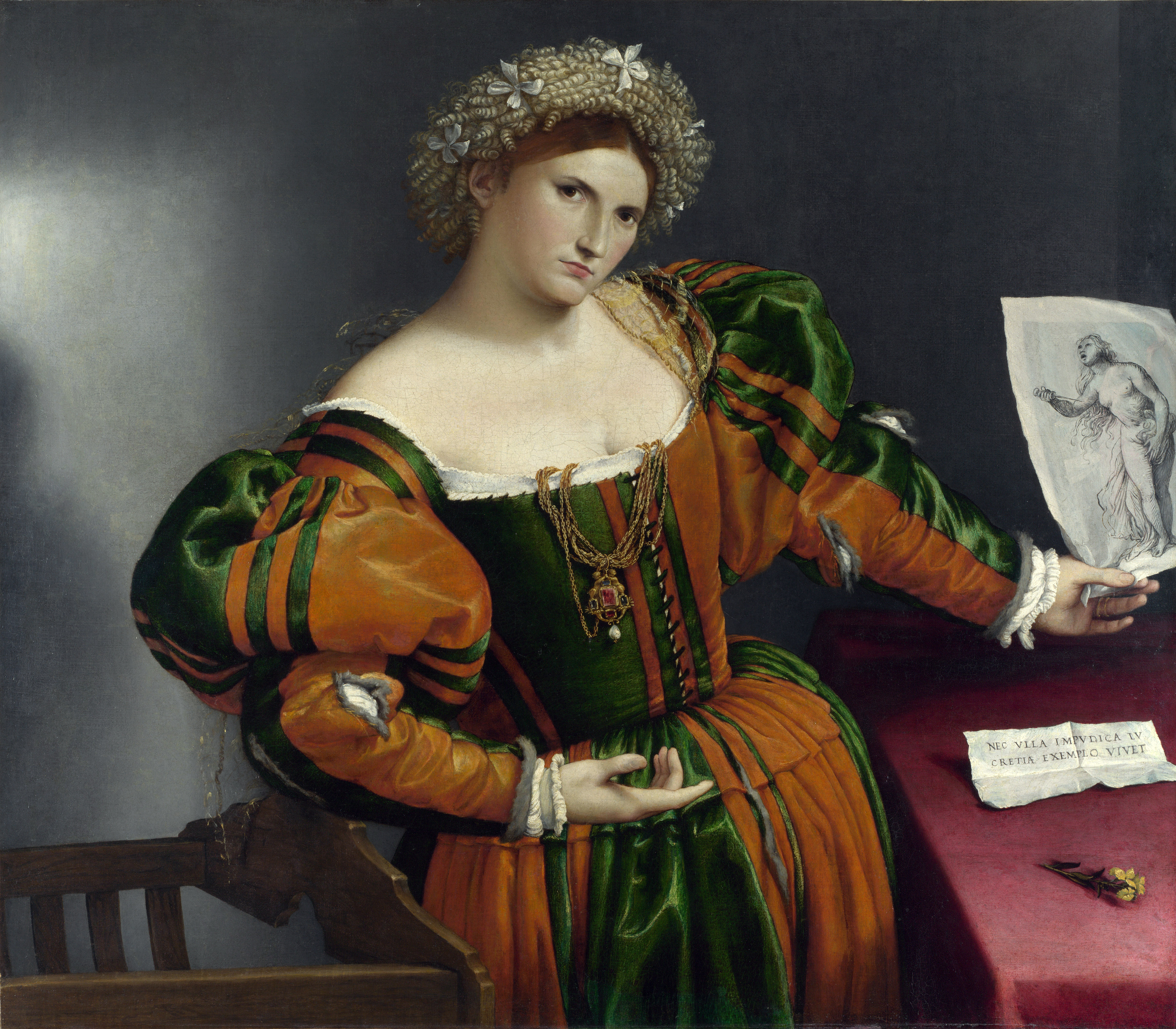
Velencei nő portréja, ismert Lucrécia Valier néven is. 1533 k.

Az északi festészet hatása – aprólékos realizmusával és invenciógazdagságával – határozottan megfigyelhetők Lotto munkáin. 1509-ben Lotto Rómába érkezik és felfedezi Raffaello művészetét, aki éppen a vatikáni pápai lakosztályok díszítésén dolgozik. A nagy mester kromatikus festészete óriási hatást gyakorol rá. Keresztelő Szent János a Szent Miklós glóriával című képei Raffaello stílusára jellemző. Másfelől a színek gazdagsága, a kék, a sárga, a vörös Lotto által használt tónusa ugyanúgy megfelel a firenzei, mint a velencei iskolának. A művész ismeri Fra Bartolomeo (1472-1517) firenzei festő és prédikátor barát munkáit is, valamint Leonardo da Vinci népszerű képeit. Lotto képei Raffaello klasszikus stílusától a manierizmushoz közelebb álló expresszív erejükkel különböznek. Ugyanakkor azonban, bár a manieristák Beccafumi (1486 k.-1551), Pontormo (1494-1557) és Bronzino (1503-1572) gyakorlatilag az ő nemzedékéhez tartoznak, a művésztől távol áll a színek sematikus használata és a bonyolult, keresett, rájuk jellemző formák alkalmazása.
A XVI. század negyvenes éveiben Lotto művészetét háttérbe szorítják a fiatalabb művészek. Giorgio Vasari és az 1539-1540 között Velencében tartózkodó Francesco Salviati firenzei festők manierizmusa jön divatba.

### Férfiképmás
Ez a festmény, Paris Bordone Lanton játszó férfi című képével együtt, az 1946-ban és 1981-ben megrendezett magángyűjtemény kiállításon is szerepelt. Az alkotás szerzőségével kapcsolatban kétségek merülnek fel, annak ellenére, hogy az olasz reneszánsz festészet két olyan kimagasló és neves kutatója is foglalkozott a témával, mint Wilhelm Suida (1932-ben) és Bernard Berenson (1956-ban); ők Lorenzo Lotto életmű-katalógusába sorolták. Azokhoz a művekhez, amik teljes bizonyossággal Lotto nevével fémjelezhetők, azokon a képeken sokkal több a feszültség, a néző és az ábrázolt alak között kialakul egyfajta intenzív kapcsolat, a modell szuggesztívebben fordul felénk, beszédesebb hatást keltve ezzel. Az előzőkkel ellentétben ez az alak, aki felnéz a könyvből, tartózkodó szemléletben veszi fel a szemkontaktust a nézővel. Tartása, nézése nyugodt méltóságot áraszt. Lehet, hogy a kép mesterének kérdése már végleg homályba veszett, de kiváló minősége és 1510 körüli alkotási ideje biztos tényként kezelhető. Igaz a kép hátoldalát egy közhelyszerű latin felirat díszíti: NEQVE VITA NEQVE FORTVNA PERPETVA EST HOMINIBVS, mely magyarul így hangzik: "az embernek sem élete, sem szerencséje nem tart örökké" – a kép kompozíciója annál kevésbé tekinthető közhelynek; a portrén szereplő férfi, aki egy igen díszes könyvet tart kezében, külsejét egy, a jellemre és az arc vonásaira érzékeny, az érett reneszánszra jellemző arcképfestészetet megvalósító mester keze nyomát viseli ez az utókorra hagyományozott munka.[forrás?]

## Újrafelfedezése

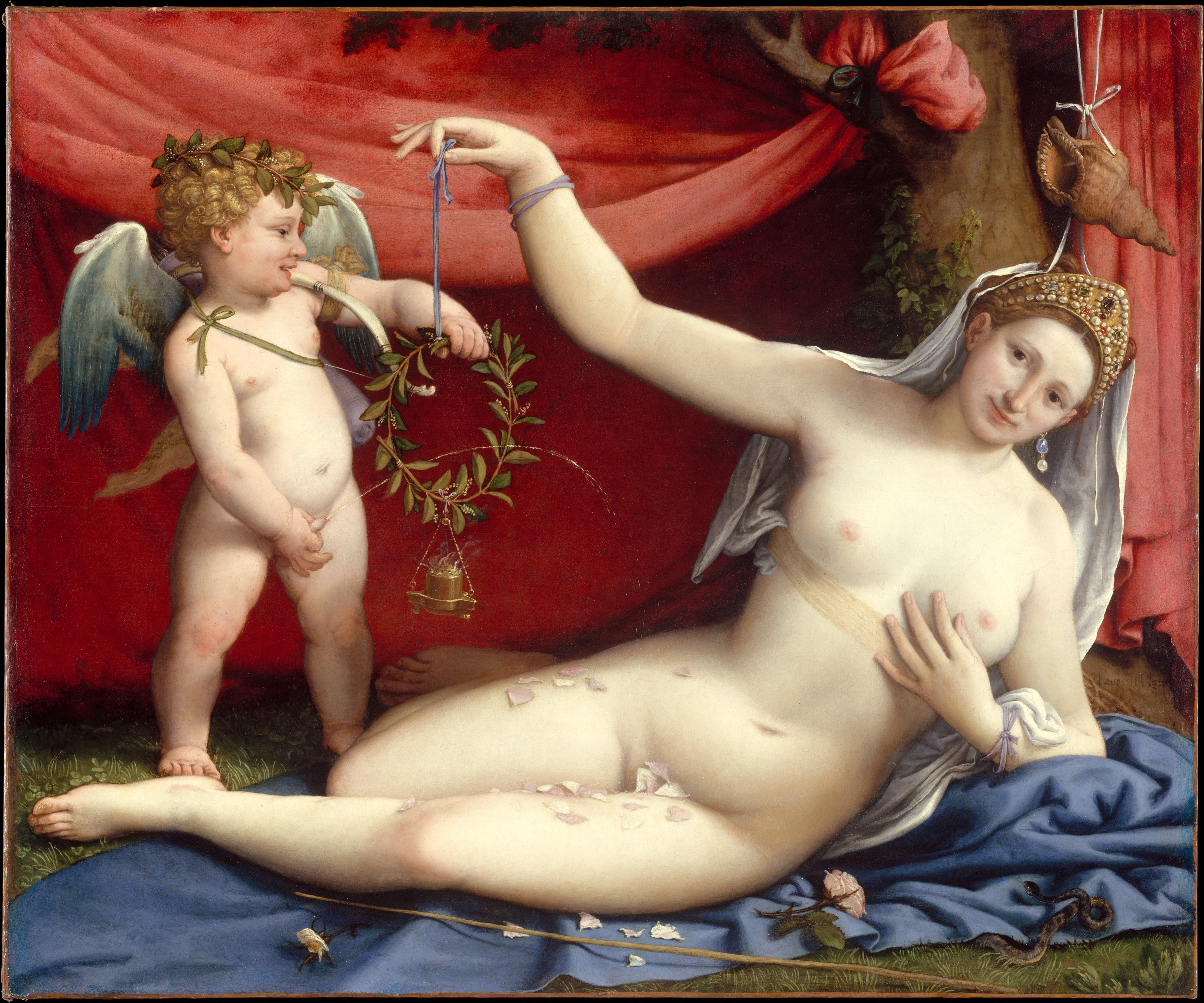
Venus és Cupidó 1520. k.

Lotto festészete a 19. századig teljes feledésbe merült. 1887-ben velencei archívumokban megtalálták végrendeletét, Loreto archívumában pedig számlakönyvét. 1895-ben született meg az első életrajzi regénye, amelynek szerzője a litván származású amerikai művészettörténész, Bernard Berenson. A 20. században megtalálták levelezésének egy részét. A hozzáférhető anyagok gazdagsága miatt nő a velencei festő iránti érdeklődés, különösen a preraffaeliták tartják nagyra. Azok a nem szignált képek, amelyeket Holbein, Giorgione vagy Karl Loth (1623-1698) nevéhez fűződtek, most Lotto nevéhez kapcsolódnak. 

## Kiállításokon
Az 1950-es évektől kezdve Lotto munkáiból nagy kiállításokat szerveztek Velencében, Londonban és Párizsban, majd 2018-ban a madridi Pradóban.

## Válogatott művei
Korai művei közül kiemelkedő az 1500 körül keletkezett Szent Jeromos (Louvre), az 1508 körülre datált Madonna szentekkel (Róma, Galleria Borghese).
1520 táján Coreggio hatott rá erősebben, ez elsősorban kompozícióin és a fény-árnyék játékon mutatkozik meg. 1526 előtt már végleg Velencében lakott, de számos utat tett még. Ekkor készültek érett művei: 
- Madonna imádkozó szentekkel
- Angyali üdvözlet (Recinati, Santa Maria sopra Mercanti)
- Krisztus és a házasságtörő asszony (Louvre)
- A velencei Carmine templom oltárképe Szent Luciával és Keresztelő Szt. Jánossal

Kiváló portréfestő is volt:

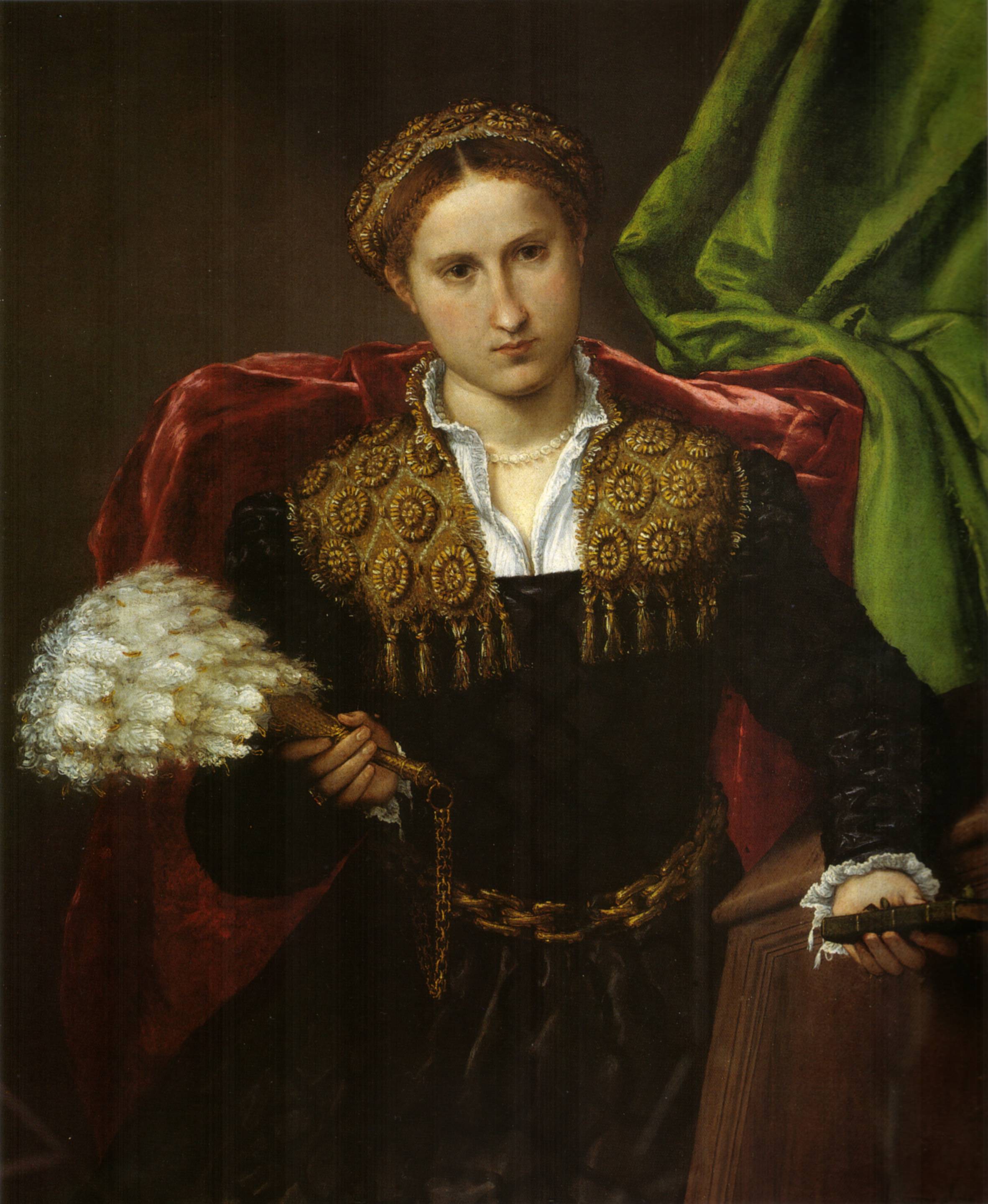
Lorenzo Lotto: Laura de Pola portréja 1543. k.

- Rossi prelátus arcképe (1505, Nápoly, Capodimonte)
- Febo da Brescia (Milano, Brera)
- Agostoni és Niccolo kettős arcképe (1515, London, National Gallery)
- Nő legyezővel (Velence, Accademia)
- Lucrezia (London, National Gallery)

Utolsó műveit a világtól visszavonultan, Loretóban készítette:
- Melchisedek áldozata
- Bemutatás a templomban
- Mária mennybemenetele (1550, Ancona, Képtár)

A Szépművészeti Múzeum Mária gyermekével és Assisi Szent Ferenccel valamint Az alvó Apolló, a szétszéledő múzsák és az elröppenő Farma című műveit őrzi, továbbá egy, a bergamói San Bartolommeo Mária-oltárához tartozó angyalfiguráját.